# Lepidostoma fraternum
Lepidostoma fraternum är en nattsländeart som beskrevs av Wolfram Mey 1998. Lepidostoma fraternum ingår i släktet Lepidostoma och familjen kantrörsnattsländor. Inga underarter finns listade i Catalogue of Life.